# Классический «Доктор Кто» (22-й сезон)
Премьера двадцать второго сезона классических серий британского научно-фантастического сериала «Доктор Кто» состоялась 5 января 1985 года, с выходом на экраны первого эпизода серии «Атака киберлюдей». Сезон завершился 30 марта 1985 года показом последнего эпизода серии «Откровение далеков».

## Актёрский состав

### Основной
- Колин Бейкер в роли Шестого Доктора
- Николя Брайант в роли Пери Браун
- Патрик Траутон в роли Второго Доктора
- Фрейзер Хайнс в роли Джейми Маккриммона

Колин Бейкер и Никола Брайант вернулись к своим ролям Шестого Доктора и Пери Браун соответственно.
В серии «Два Доктора» также появляется второе воплощение Повелителя времени (в исполнении Патрика Траутона) и его спутник, Джейми Маккриммон (Фрейзер Хайнс)

### Повторяющийся
- Энтони Эйнли в роли Мастера
- Кейт О’Мара в роли Рани
- Терри Моллой в роли Давроса

В серии «Метка Рани» появляются Повелители времени, с которыми Доктор постоянно враждует — Мастер (Энтони Эйнли) и Рани (Кейт О’Мара). Терри Моллой вернулся к роли Давроса, создателя далеков, в серии «Откровение далеков», а также сыграл Расселла в серии «Атака киберлюдей».

### Приглашённый
В серии «Атака киберлюдей» Морис Колбурн вновь сыграл Литтона. Этот персонаж ранее принимал участие в серии «Воскрешение далеков». Дэвид Бэнкс в очередной раз получил роль Кибер-лидера, командующего киберлюдьми, а Майкл Килгарифф — Кибер-Контроллера, который не появлялся в сериале со дня выхода серии пятого сезона «Гробница киберлюдей».

## Синопсис
Данный сезон в большей степени сосредоточен на Пери Браун, которая пытается приспособиться к новому Доктору, в каждом приключении испытывающему проблемы с «правильным положением своей крыши».

## Список серий
В этом сезоне хронометраж эпизодов изменился: если ранее каждый из них длился 25 минут, то теперь длина эпизода составляла 45 минут. В связи с этим уменьшилось их количество (для сравнения, в рамках предыдущего сезона вышло 24 эпизода, в рамках этого — только 13). Сериал вновь транслировался еженедельно, в субботу.
| № | #   | Название                                        | Частей (эпизодов) | Режиссёр        | Сценарист          | Зрителей (миллионов) | Индекс оценки | Дата выхода в эфир                                          | Код |
| --- | --- | ----------------------------------------------- | ----------------- | --------------- | ------------------ | -------------------- | ------------- | ----------------------------------------------------------- | --- |
| 1 | 137 | «Атака киберлюдей» «Attack of the Cybermen»     | 2 эпизода         | Мэтью Робинсон  | Пола Мур           | 8.9 7.2              | 61 65         | 5 января 1985 года 12 января 1985 года                      | 6T  |
| Планета Талос — место, избранное киберлюдьми для того, чтобы подготовить уничтожение Земли. Их цель —— изменить прошлое и тем самым не допустить уничтожения собственной планеты. Но для этого им нужны ТАРДИС и Доктор. |     |                                                 |                   |                 |                    |                      |               |                                                             |     |
| 2 | 138 | «Возмездие на Варосе» «Vengeance on Varos»      | 2 эпизода         | Рон Джонс       | Филипп Мартин      | 7.2 7.0              | 63 65         | 19 января 1985 года 26 января 1985 года                     | 6V  |
| Для починки ТАРДИС Доктору необходим редчайший элемент — зайтон-7, добываемый только на планете Варос. Однако Варос — бедная и крайне агрессивная цивилизация, очень настороженно относящаяся к чужакам. К тому же, запасы зайтона контролируются Корпорацией, не заинтересованной в том, чтобы его истинная цена стала известна жителям. |     |                                                 |                   |                 |                    |                      |               |                                                             |     |
| 3 | 139 | «Метка Рани» «The Mark of the Rani»             | 2 эпизода         | Сара Хеллингс   | Пип и Джейн Бейкер | 6.3 7.3              | 64            | 2 февраля 1985 года 9 февраля 1985 года                     | 6V  |
| Пери и Доктор оказываются в деревушке, некоторые люди которой постоянно пребывают в слепой ярости, круша всё на своём пути без усталости, после того как на их шее появилась странная бордовая метка. Более того — в деревне скрывается Мастер, объединивший свои усилия с сумасшедшей, но гениальной Повелительницей Времени — Рани. И теперь Доктору придётся противостоять двум старым врагам.                                                                                          |     |                                                 |                   |                 |                    |                      |               |                                                             |     |
| 4 | 140 | «Два Доктора» «The Two Doctors»                 | 3 эпизода         | Питер Моффат    | Роберт Холмс       | 6.6 6.0 6.9          | 65 62 65      | 16 февраля 1985 года 23 февраля 1985 года 2 марта 1985 года | 6W  |
| Второй Доктор и Джейми приземляются на Космической Станции Проектов, в Третьей Зоне, где доктор Джонсон Дастори проводит эксперименты по усовершенствованию людей технологиями, превращая их в андрогамов. Доктор хочет его остановить, однако на станцию вторгаются сонтаранцы, берущие Доктора в плен. В то же время Шестой Доктор чувствует, что с ним что-то не так и решает посетить врача, а именно — того же доктора Дастори. И, прилетев на станцию, встречается с самим же собой… |     |                                                 |                   |                 |                    |                      |               |                                                             |     |
| 5 | 141 | «Удар времени» «Timelash»                       | 2 эпизода         | Пеннант Робертс | Глен Маккой        | 6.7 7.4              | 66 64         | 9 марта 1985 года 16 марта 1985 года                        | 6Y  |
| Доктор, Пери и некий молодой человек по имени Герберт оказываются запутанными в махинацию злого Борада. События происходят на планете Карфел и в 1885 г. в Шотландии. |     |                                                 |                   |                 |                    |                      |               |                                                             |     |
| 6 | 142 | «Откровение далеков» «Revelation of the Daleks» | 2 эпизода         | Грэм Харпер     | Эрик Савард        | 7.4 7.7              | 67 65         | 23 марта 1985 года 30 марта 1985 года                       | 6Z  |
| На планете Некрос скоро приземлится корабль президента планеты Варгос. Однако Доктор думает, что что-то на планете идёт не так. И действительно, ведь далеки и Даврос уже «приготовили план по встрече с президентом». |     |                                                 |                   |                 |                    |                      |               |                                                             |     |

### Специальный выпуск
Сегмент программы «Jim’ll Fix It» с Колином Бейкером в роли Шестого Доктора и Джанет Филдинг в роли Тиган Джованки. Вышел на экраны 23 февраля 1985 года. Как правило, события этого спецвыпуска не признаются каноном.
| Название | Режиссёр        | Сценарист   | Дата выхода          |
| --- | --------------- | ----------- | -------------------- |
| «Передряга с сонтаранцами» «A Fix with Sontarans» | Маркус Мортимер | Эрик Савард | 23 февраля 1985 года |
| Доктор встречает Тиган Джованку и землянина Гарета Дженкинса, который одет почти также как и он. Кроме того, они имеют дело с двумя недружелюбно настроенными сонтаранцами. |                 |             |                      |

## Показ
22 сезон классических серий «Доктора Кто» (включая спецвыпуск «Пять Докторов») транслировался на канале BBC One еженедельно субботним вечером с 5 января по 30 марта 1984 года.

### DVD-релизы
Все серии 22 сезона классического «Доктора Кто» вышли на DVD в основном в период между 2001 и 2009 годами (за исключением специальных изданий, которые вышли позже).
| Серия | Количество и продолжительность эпизодов | Регион 2              | Регион 4             | Регион 1              |
| --- | --------------------------------------- | --------------------- | -------------------- | --------------------- |
| Атака киберлюдей | 2 × 45 м                                | 16 марта 2009 года    | 7 мая 2009 года      | 7 июля 2009 года      |
| Возмездие на Варосе | 2 × 45 м                                | 15 октября 2001 года  | 8 января 2002 года   | 4 марта 2003 года     |
| Возмездие на Варосе — Специальное издание | 2 × 45 м                                | 10 сентября 2012 года | 5 сентября 2012 года | 11 сентября 2012 года |
| Метка Рани | 2 × 45 м                                | 4 сентября 2006 года  | 2 ноября 2006 года   | 7 ноября 2006 года    |
| Два Доктора В Регионах 2 и 4 выходил только в рамках сборника Bred for War В Регионе 1 только в виде отдельного издания                          | 3 × 45 м                                | 8 сентября 2003 года  | 7 января 2004 года   | 1 июня 2004 года      |
| Удар времени | 2 × 45 м                                | 9 июля 2007 года      | 31 июля 2007 года    | 1 апреля 2008 года    |
| Откровение далеков В Регионах 2 и 4 выходил только в рамках сборника The Complete Davros Collection В Регионе 1 только в виде отдельного издания | 2 × 45 м                                | 11 июля 2005 года     | 1 сентября 2005 года | 6 июня 2006 года      |

## Книги
| Серия                 | Адаптация                 | Автор                     | Впервые опубликована      |
| --------------------- | ------------------------- | ------------------------- | ------------------------- |
| «Атака киберлюдей»    | «Атака киберлюдей»        | Эрик Савард               | 1989                      |
| «Возмездие на Варосе» | «Возмездие на Варосе»     | Филипп Мартин             | 1988                      |
| «Метка Рани»          | «Метка Рани»              | Пип и Джейн Бейкеры       | 1986                      |
| «Два Доктора»         | «Два Доктора»             | Роберт Холмс              | 1985                      |
| «Удар времени»        | «Зазор времени»           | Глен Маккой               | 1986                      |
| «Откровение далеков»  | Новелизации не существует | Новелизации не существует | Новелизации не существует |

### Комментарии
1. ↑  «Откровение далеков» на данный момент является одной из двух серий, по которым не написаны книги. Сценаристом обеих является Эрик Савард